# Drużynowy Puchar Świata na Żużlu 2012
Drużynowy Puchar Świata 2012 – dwunasta edycja turnieju, mająca na celu wyłonić najlepszą żużlową reprezentację świata – Drużynowego Mistrza Świata. Złotego medalu broniła reprezentacja Polski.

## Terminarz
| Data / wyniki    | Miejsce     |
| Eliminacje       | Eliminacje  |
| ---------------- | ----------- |
| 22 kwietnia 2012 | Herxheim    |
| 5 maja 2012      | Lublana     |
| Półfinały        |             |
| 7 lipca 2012     | Bydgoszcz   |
| 9 lipca 2012     | King’s Lynn |
| Baraż            |             |
| 12 lipca 2012    | Målilla     |
| Finał            |             |
| 14 lipca 2012    | Målilla     |

## Eliminacje
W eliminacjach startowały zespoły, które w DPŚ 2011 zajęły 8. i 9. miejsce (Niemcy i Słowenia), oraz wszystkie inne reprezentacje, które zgłoszą się do rozgrywek.

### Herxheim (1)
22 kwietnia 2012 –  Herxheim
| \| Msc \| \| Drużyna / Zawodnik \| Biegi \| Punkty \| \| --- \| -------------------------------------------------------------------------------------------- \| --------------------------------------------------- \| ----------- \| ------ \| \| 1 \| \| Niemcy \| Niemcy \| 37 \| \| 1 \| (1) Martin Smolinski (2) Max Dilger (3) Tobias Kroner (4) Kevin Wölbert (5) - \| (2,3,2,3,2) (3,3,2,1,1) (2,2,2,1,2) (2,u,1,1,2) - \| 12 10 9 6 - \| \| \| 2 \| \| Łotwa \| Łotwa \| 36 \| \| 2 \| (1) Ķasts Puodžuks (2) Maksims Bogdanovs (3) Jevgeņijs Karavackis (4) Andžejs Ļebedevs (5) - \| (1,2,3,2,3) (0,2,3,2,3) (0,0,1,2,3) (1,2,u,3,3) - \| 11 10 6 9 - \| \| \| 3 \| \| Finlandia \| Finlandia \| 29 \| \| 3 \| (1) Timo Lahti (2) Tero Aarnio (3) Jari Mäkinen (4) Juha Hautamäki (5) - \| (3,3,3,w,2) (3,3,3,0,1) (3,0,d,w,d) (1,0,2,2,d) - \| 11 10 3 5 - \| \| \| 4 \| \| Francja \| Francja \| 16 \| \| 4 \| (1) Stephane Tresarrieu (2) Mathieu Tresarrieu (3) David Bellego (4) Xavier Muratet (5) - \| (2,1,d,-,d) (0,1,0,3,1,0) (0,2,1,3,0) (1,1,0,0,d) - \| 3 5 6 2 - \| \| | Bieg po biegu: 1. Lahti, Wölbert, Muratet, Bogdanovs 2. Aarnio, Kroner, Puodžuks, Bellego 3. Dilger, S.Tresarrieu, Hautamäki, Karavackis 4. Mäkinen, Smolinski, Ļebedevs, M.Tresarrieu 5. Aarnio, Ļebedevs, S.Tressarieu, Wölbert (u4) 6. Lahti, Kroner, M.Tresarrieu, Karavackis 7. Dilger, Puodžuks, Muratet, Mäkinen 8. Smolinski, Bogdanovs, Bellego (J), Hautamäki 9. Puodžuks, Hautamäki, Wölbert, M.Tresarrieu 10. Bogdanovs, Kroner, Mäkinen (d), S.Tresarrieu (d) 11. Lahti, Dilger, Bellego, Ļebedevs (u) 12. Aarnio, Smolinski, Karavackis, Muratet 13. Ļebedevs, Hautamäki, Kroner, Muratet 14. Bellego, Karavackis, Wölbert, Mäkinen (w) 15. M.Tresarrieu, Bogdanovs, Dilger, Aarnio 16. Smolinski, Puodžuks, M.Tresarrieu, Lahti (w) 17. Karavackis, Wölbert, Mäkinen (d), Muratet (d) 18. Ļebedevs, Kroner, S.Tresarrieu (d), Hautamäki (d) 19. Bogdanovs, Lahti, Dilger, M.Tresarrieu 20. Puodžuks, Smolinski, Aarnio, Bellego |                                                     |             |        |
| Msc | | Drużyna / Zawodnik                                  | Biegi       | Punkty |
| 1 | | Niemcy                                              | Niemcy      | 37     |
| 1 | (1) Martin Smolinski (2) Max Dilger (3) Tobias Kroner (4) Kevin Wölbert (5) - | (2,3,2,3,2) (3,3,2,1,1) (2,2,2,1,2) (2,u,1,1,2) -   | 12 10 9 6 - |        |
| 2 | | Łotwa                                               | Łotwa       | 36     |
| 2 | (1) Ķasts Puodžuks (2) Maksims Bogdanovs (3) Jevgeņijs Karavackis (4) Andžejs Ļebedevs (5) - | (1,2,3,2,3) (0,2,3,2,3) (0,0,1,2,3) (1,2,u,3,3) -   | 11 10 6 9 - |        |
| 3 | | Finlandia                                           | Finlandia   | 29     |
| 3 | (1) Timo Lahti (2) Tero Aarnio (3) Jari Mäkinen (4) Juha Hautamäki (5) - | (3,3,3,w,2) (3,3,3,0,1) (3,0,d,w,d) (1,0,2,2,d) -   | 11 10 3 5 - |        |
| 4 | | Francja                                             | Francja     | 16     |
| 4 | (1) Stephane Tresarrieu (2) Mathieu Tresarrieu (3) David Bellego (4) Xavier Muratet (5) - | (2,1,d,-,d) (0,1,0,3,1,0) (0,2,1,3,0) (1,1,0,0,d) - | 3 5 6 2 -   |        |

### Lublana (2)
5 maja 2012 –  Lublana
| \| Msc \| \| Drużyna / Zawodnik \| Biegi \| Punkty \| \| --- \| ----------------------------------------------------------------------------------------- \| ------------------------------------------------------ \| ----------------- \| ------ \| \| 1 \| \| Stany Zjednoczone \| Stany Zjednoczone \| 44 \| \| 1 \| (1) Greg Hancock (2) Billy Hamill (3) Ricky Wells (4) Ryan Fisher (5) - \| (3,3,2,3,2) (2,2,3,2,1) (2,3,0,3,3) (1,3,1,3,2) - \| 13 10 11 10 - \| \| \| 2 \| \| Słowenia \| Słowenia \| 40 \| \| 2 \| (1) Maks Gregorič (2) Matic Voldrih (3) Matic Ivačič (4) Matej Žagar (5) - \| (3,2,3,2,2,3) (2,0,w,1,3) (0,0,-,0,-) (2,3,3,6!,2,3) - \| 15 6 0 19 - \| \| \| 3 \| \| Ukraina \| Ukraina \| 24 \| \| 3 \| (1) Andrij Karpow (2) Stanisław Melnyczuk (3) Kiriłł Cukanow (4) Aleksandr Łoktajew (5) - \| (3,2,2,6!,1) (1,0,0,0,0) (0,0,1,2,0) (1,2,2,1,0) - \| 14 1 3 6 - \| \| \| 4 \| \| Włochy \| Włochy \| 20 \| \| 4 \| (1) Mattia Carpanese (2) Nicolas Vincentin (3) Cristian Carrica (4) Nicolas Covatti (5) - \| (3,1,0,1,4!) (0,1,-,0,-) (1,1,1,0,1,1) (0,1,1,2,1,0) - \| 9 1 5 - \| \| | Bieg po biegu: 1. Gregorič, Hamill, Łoktajew, Covatti 2. Hancock, Voldrih, Carrica, Cukanow 3. Karpow, Žagar, Fisher, Vincentin 4. Carpanese, Wells, Melnyczuk, Ivačič 5. Wells, Karpow, Covatti, Voldrih 6. Fisher, Gregorič, Carrica, Melnyczuk 7. Hancock, Łoktajew, Vincentin, Ivačič 8. Žagar, Hamill, Carpanese, Cukanow 9. Žagar, Hancock, Covatti, Melnyczuk 10. Hamill, Karpow, Carrica, Voldrih (w/u) 11. Gregorič, Covatti, Cukanow, Wells 12. Žagar (J), Łoktajew, Fisher, Carpanese 13. Wells, Žagar, Łoktajew, Carrica 14. Fisher, Cukanow, Covatti, Ivačič 15. Karpow (J), Hamill, Voldrih, Vincentin 16. Hancock, Gregorič, Carpanese, Melnyczuk 17. Wells, Gregorič, Carrica, Melnyczuk 18. Voldrih, Fisher, Carrica, Cukanow 19. Gregorič, Carpanese (J), Hamill, Łoktajew 20. Žagar, Hancock, Karpow, Covatti |                                                        |                   |        |
| Msc | | Drużyna / Zawodnik                                     | Biegi             | Punkty |
| 1 | | Stany Zjednoczone                                      | Stany Zjednoczone | 44     |
| 1 | (1) Greg Hancock (2) Billy Hamill (3) Ricky Wells (4) Ryan Fisher (5) - | (3,3,2,3,2) (2,2,3,2,1) (2,3,0,3,3) (1,3,1,3,2) -      | 13 10 11 10 -     |        |
| 2 | | Słowenia                                               | Słowenia          | 40     |
| 2 | (1) Maks Gregorič (2) Matic Voldrih (3) Matic Ivačič (4) Matej Žagar (5) - | (3,2,3,2,2,3) (2,0,w,1,3) (0,0,-,0,-) (2,3,3,6!,2,3) - | 15 6 0 19 -       |        |
| 3 | | Ukraina                                                | Ukraina           | 24     |
| 3 | (1) Andrij Karpow (2) Stanisław Melnyczuk (3) Kiriłł Cukanow (4) Aleksandr Łoktajew (5) - | (3,2,2,6!,1) (1,0,0,0,0) (0,0,1,2,0) (1,2,2,1,0) -     | 14 1 3 6 -        |        |
| 4 | | Włochy                                                 | Włochy            | 20     |
| 4 | (1) Mattia Carpanese (2) Nicolas Vincentin (3) Cristian Carrica (4) Nicolas Covatti (5) - | (3,1,0,1,4!) (0,1,-,0,-) (1,1,1,0,1,1) (0,1,1,2,1,0) - | 9 1 5 -           |        |

## Półfinały
W turnieju finałowym DPŚ wystąpiło dziewięć drużyn narodowych. W półfinałach wystartowali zwycięzcy dwóch turniejów kwalifikacyjnych oraz kraje, które w DPŚ 2011 zajęły miejsca 1-7 z wyjątkiem Szwecji, która jako gospodarz baraży i finału ma automatycznie zapewniony udział w finale. Półfinały rozegrano w Bydgoszczy oraz King’s Lynn.
Zwycięzcy półfinałów awansowali do finału, w którym czekała na nich już Szwecja. Drużyny z 2. i 3. miejsca z dwóch półfinałów brały udział w barażu, z którego tylko zwycięzca uzupełnił skład finału.

### Bydgoszcz (1)
7 lipca 2012 –  Bydgoszcz
| \| Msc \| \| Drużyna / Zawodnik \| Biegi \| Punkty \| \| --- \| ------------------------------------------------------------------------------------------------- \| ---------------------------------------------------- \| ----------------- \| ------ \| \| 1 \| \| Rosja \| Rosja \| 35 \| \| 1 \| (1) Emil Sajfutdinow (2) Grigorij Łaguta (3) Artiom Łaguta (4) Roman Poważny (5) - \| (3,3,3,6!,1) (2,2,1,0,1) (2,1,0,1,3) (0,2,1,1,2) - \| 16 6 7 6 - \| \| \| 2 \| \| Polska \| Polska \| 34 \| \| 2 \| (1) Tomasz Gollob (2) Grzegorz Walasek (3) Piotr Protasiewicz (4) Maciej Janowski (5) - \| (3,3,2,2,2) (1,u,d,1,0) (2,1,1,2,3) (0,2,3,3,3) - \| 12 2 9 11 - \| \| \| 3 \| \| Dania \| Dania \| 33 \| \| 3 \| (1) Niels Kristian Iversen (2) Leon Madsen (3) Michael Jepsen Jensen (4) Mikkel Bech Jensen (5) - \| (3,3,2,0,2) (1,0,3,3,1) (1,2,2,3,0) (1,1,3,0,2) - \| 10 8 7 - \| \| \| 4 \| \| Stany Zjednoczone \| Stany Zjednoczone \| 23 \| \| 4 \| (1) Greg Hancock (2) Billy Hamill (3) Ryan Fisher (4) Ricky Wells (5) - \| (3,3,2,4!,1,3) (0,0,0,2,0) (0,1,0,0,1) (2,0,1,-,0) - \| 16 2 3 - \| \| | Bieg po biegu: 1. Gollob, Wells, Madsen, Poważny 2. Iversen, A. Łaguta, Walasek, Fisher 3. Hancock, G. Łaguta, M.J. Jensen, Janowski 4. Sajfutdinow, Protasiewicz, M.B. Jensen, Hamill 5. Hancock, Poważny, M.B. Jensen, Walasek (u) 6. Gollob, M.J. Jensen, A. Łaguta, Hamill 7. Iversen, G. Łaguta, Protasiewicz, Wells 8. Sajfutdinow, Janowski, Fisher, Madsen 9. Janowski, Iversen, Poważny, Hamill 10. Madsen, Hancock, Protasiewicz, A. Łaguta 11. M.B.Jensen, Gollob, G. Łaguta, Fisher 12. Sajfutdinow, M.J. Jensen, Wells, Walasek (d/3) 13. Janowski, Hancock (J), A. Łaguta, M.B. Jensen 14. M.J. Jensen, Protasiewicz, Poważny, Fisher 15. Madsen, Hamill, Walasek, G. Łaguta 16. Sajfutdinow (J), Gollob, Hancock, Iversen 17. A. Łaguta, M.B. Jensen, Fisher, Walasek 18. Protasiewicz, Poważny, Madsen, Hamill 19. Janowski, Iversen, G. Łaguta, Wells 20. Hancock, Gollob, Sajfutdinow, M.J. Jensen |                                                      |                   |        |
| Msc | | Drużyna / Zawodnik                                   | Biegi             | Punkty |
| 1 | | Rosja                                                | Rosja             | 35     |
| 1 | (1) Emil Sajfutdinow (2) Grigorij Łaguta (3) Artiom Łaguta (4) Roman Poważny (5) - | (3,3,3,6!,1) (2,2,1,0,1) (2,1,0,1,3) (0,2,1,1,2) -   | 16 6 7 6 -        |        |
| 2 | | Polska                                               | Polska            | 34     |
| 2 | (1) Tomasz Gollob (2) Grzegorz Walasek (3) Piotr Protasiewicz (4) Maciej Janowski (5) - | (3,3,2,2,2) (1,u,d,1,0) (2,1,1,2,3) (0,2,3,3,3) -    | 12 2 9 11 -       |        |
| 3 | | Dania                                                | Dania             | 33     |
| 3 | (1) Niels Kristian Iversen (2) Leon Madsen (3) Michael Jepsen Jensen (4) Mikkel Bech Jensen (5) - | (3,3,2,0,2) (1,0,3,3,1) (1,2,2,3,0) (1,1,3,0,2) -    | 10 8 7 -          |        |
| 4 | | Stany Zjednoczone                                    | Stany Zjednoczone | 23     |
| 4 | (1) Greg Hancock (2) Billy Hamill (3) Ryan Fisher (4) Ricky Wells (5) - | (3,3,2,4!,1,3) (0,0,0,2,0) (0,1,0,0,1) (2,0,1,-,0) - | 16 2 3 -          |        |

### King’s Lynn (2)
9 lipca 2012 –  King’s Lynn
| \| Msc \| \| Drużyna / Zawodnik \| Biegi \| Punkty \| \| --- \| ----------------------------------------------------------------------------- \| ---------------------------------------------------- \| --------------- \| ------ \| \| 1 \| \| Australia \| Australia \| 45 \| \| 1 \| (1) Jason Crump (2) Chris Holder (3) Troy Batchelor (4) Davey Watt (5) - \| (1,6!,3,3,2) (3,3,0,3,3) (1,2,0,2,2) (2,1,3,3,2) - \| 15 12 7 11 - \| \| \| 2 \| \| Wielka Brytania \| Wielka Brytania \| 41 \| \| 2 \| (1) Chris Harris (2) Scott Nicholls (3) Tai Woffinden (4) Daniel King (5) - \| (3,3,3,0,6!,2) (3,3,2,2,1) (3,1,0,1,3) (1,1,3,0,-) - \| 17 11 8 5 - \| \| \| 3 \| \| Czechy \| Czechy \| 30 \| \| 3 \| (1) Lukáš Dryml (2) Aleš Dryml (3) Josef Franc (4) Matěj Kůs (5) - \| (2,1,1,1,1) (2,2,2,6!,0,3) (0,0,2,-,1) (2,2,0,2,0) - \| 6 15 3 6 - \| \| \| 4 \| \| Niemcy \| Niemcy \| 15 \| \| 4 \| (1) Martin Smolinski (2) Kevin Wölbert (3) Max Dilger (4) Tobias Kroner (5) - \| (1,0,1,1,2,1) (0,2,4!,1,0) (0,0,1,-,0) (0,0,1,0,0) - \| 6 7 1 - \| \| | Bieg po biegu: 1. Holder, L. Dryml, King, Kroner 2. Woffinden, A. Dryml, Crump, Dilger 3. Harris, Kůs, Batchelor, Wölbert 4. Nicholls, Watt, Smolinski, Franc 5. Harris, A. Dryml, Watt, Kroner 6. Nicholls, Batchelor, L. Dryml, Dilger 7. Crump (J), Wölbert, King, Franc 8. Holder, Kůs, Woffinden, Smolinski 9. Crump, Nicholls, Kroner, Kůs (w/t) 10. Harris, Franc, Dilger, Holder (w/su) 11. Watt, Wölbert (J), L. Dryml, Woffinden (d) 12. King, A. Dryml, Smolinski, Batchelor 13. Watt, Kůs, Smolinski, King 14. A. Dryml (J), Batchelor, Woffinden, Kroner 15. Holder, Nicholls, Wölbert, A. Dryml 16. Crump, Smolinski, L. Dryml, Harris (d/2) 17. Harris (J), Batchelor, Franc, Kroner 18. Woffinden, Watt, L. Dryml, Dilger 19. Holder, Harris, Smolinski, Kůs 20. A. Dryml, Crump, Nicholls, Wölbert |                                                      |                 |        |
| Msc | | Drużyna / Zawodnik                                   | Biegi           | Punkty |
| 1 | | Australia                                            | Australia       | 45     |
| 1 | (1) Jason Crump (2) Chris Holder (3) Troy Batchelor (4) Davey Watt (5) - | (1,6!,3,3,2) (3,3,0,3,3) (1,2,0,2,2) (2,1,3,3,2) -   | 15 12 7 11 -    |        |
| 2 | | Wielka Brytania                                      | Wielka Brytania | 41     |
| 2 | (1) Chris Harris (2) Scott Nicholls (3) Tai Woffinden (4) Daniel King (5) - | (3,3,3,0,6!,2) (3,3,2,2,1) (3,1,0,1,3) (1,1,3,0,-) - | 17 11 8 5 -     |        |
| 3 | | Czechy                                               | Czechy          | 30     |
| 3 | (1) Lukáš Dryml (2) Aleš Dryml (3) Josef Franc (4) Matěj Kůs (5) - | (2,1,1,1,1) (2,2,2,6!,0,3) (0,0,2,-,1) (2,2,0,2,0) - | 6 15 3 6 -      |        |
| 4 | | Niemcy                                               | Niemcy          | 15     |
| 4 | (1) Martin Smolinski (2) Kevin Wölbert (3) Max Dilger (4) Tobias Kroner (5) - | (1,0,1,1,2,1) (0,2,4!,1,0) (0,0,1,-,0) (0,0,1,0,0) - | 6 7 1 -         |        |

## Baraż
W zawodach barażowych wystartowały drużyny, które w półfinałach zajęły drugie i trzecie miejsca. Tylko zwycięzca barażu awansował do finału.

### Målilla (baraż)
12 lipca –  Målilla
| \| Msc \| \| Drużyna / Zawodnik \| Biegi \| Punkty \| \| --- \| --------------------------------------------------------------------------------------- \| ------------------------------------------------------------ \| --------------- \| ------ \| \| 1 \| \| Dania \| Dania \| 42 \| \| 1 \| (1) Nicki Pedersen (2) Michael Jepsen Jensen (3) Leon Madsen (4) Niels Kristian Iversen \| (3,3,2,2,2) (3,3,2,3,2) (w,0,1,1,2) (3,3,2,3,2) {{{19}}} \| 12 13 4 13 \| \| \| 2 \| \| Polska \| Polska \| 38 \| \| 2 \| (1) Tomasz Gollob (2) Piotr Protasiewicz (3) Maciej Janowski (4) Krzysztof Buczkowski \| (w,0,3,6!,3,3) (2,1,-, 1,1) (1,2,1,2,1) (1,2,3,2,3) {{{19}}} \| 15 5 7 11 \| \| \| 3 \| \| Wielka Brytania \| Wielka Brytania \| 30 \| \| 3 \| (1) Scott Nicholls (2) Tai Woffinden (3) Daniel King (4) Chris Harris \| (1,d,1,0,d) (2,6!,3,2,1) (2,1,0,0,-) (2,2,2,1,3,1) {{{19}}} \| 2 14 3 11 \| \| \| 4 \| \| Czechy \| Czechy \| 19 \| \| 4 \| (1) Lukáš Dryml (2) Aleš Dryml (3) Josef Franc (4) Matěj Kůs \| (0,1,1,1,d) (u,1,w,0,3) (3,2,0,0,6!,0) (1,0,0,-,0) {{{19}}} \| 3 4 11 1 \| \| | Bieg po biegu: 1. Iversen, Woffinden, Kůs, Gollob (w/u) 2. Franc, Protasiewicz, Nicholls, Madsen (w/u) 3. Pedersen, King, Buczkowski, A. Dryml (u) 4. Jensen, Harris, Janowski, L. Dryml 5. Pedersen, Harris, Protasiewicz, Kůs 6. Jensen, Franc, King, Gollob 7. Iversen, Janowski, A. Dryml, Nicholls (d/4) 8. Woffinden (J), Buczkowski, L. Dryml, Madsen 9. Buczkowski, Jensen, Nicholls, Kůs 10. Woffinden, Pedersen, Janowski, Franc 11. Gollob, Harris, Madsen, A. Dryml (w/t) 12. Gollob (J), Iversen, L. Dryml, King 13. Iversen, Buczkowski, Harris, Franc 14. Franc (J), Janowski, Madsen, King 15. Jensen, Woffinden, Protasiewicz, A. Dryml 16. Gollob, Pedersen, L. Dryml, Nicholls 17. A. Dryml, Madsen, Protasiewicz, Nicholls (d/4) 18. Harris, Pedersen, Janowski, Kůs 19. Buczkowski, Jensen, Harris, L. Dryml (d/4) 20. Gollob, Jensen, Woffinden, Franc |                                                              |                 |        |
| Msc | | Drużyna / Zawodnik                                           | Biegi           | Punkty |
| 1 | | Dania                                                        | Dania           | 42     |
| 1 | (1) Nicki Pedersen (2) Michael Jepsen Jensen (3) Leon Madsen (4) Niels Kristian Iversen | (3,3,2,2,2) (3,3,2,3,2) (w,0,1,1,2) (3,3,2,3,2) {{{19}}}     | 12 13 4 13      |        |
| 2 | | Polska                                                       | Polska          | 38     |
| 2 | (1) Tomasz Gollob (2) Piotr Protasiewicz (3) Maciej Janowski (4) Krzysztof Buczkowski | (w,0,3,6!,3,3) (2,1,-, 1,1) (1,2,1,2,1) (1,2,3,2,3) {{{19}}} | 15 5 7 11       |        |
| 3 | | Wielka Brytania                                              | Wielka Brytania | 30     |
| 3 | (1) Scott Nicholls (2) Tai Woffinden (3) Daniel King (4) Chris Harris | (1,d,1,0,d) (2,6!,3,2,1) (2,1,0,0,-) (2,2,2,1,3,1) {{{19}}}  | 2 14 3 11       |        |
| 4 | | Czechy                                                       | Czechy          | 19     |
| 4 | (1) Lukáš Dryml (2) Aleš Dryml (3) Josef Franc (4) Matěj Kůs | (0,1,1,1,d) (u,1,w,0,3) (3,2,0,0,6!,0) (1,0,0,-,0) {{{19}}}  | 3 4 11 1        |        |

## Finał
W finale wystartowało dwóch zwycięzców półfinałów, zwycięzca zawodów barażowych oraz gospodarz (Szwecja).

### Målilla (Finał)
14 lipca –  Målilla (G&B Arena)
| \| Msc \| \| Drużyna / Zawodnik \| Biegi \| Punkty \| \| --- \| ---------------------------------------------------------------------------------------------------- \| ------------------------------------------------------ \| ----------- \| ------ \| \| 1 \| \| Dania \| Dania \| 39 \| \| 1 \| (1) Niels Kristian Iversen (2) Mikkel Bech Jensen (3) Nicki Pedersen (4) Michael Jepsen Jensen (5) - \| (2,2,3,3,1) (1,2,1,2,2) (3,3,1,1,1) (2,3,1,3,2) - \| 11 8 9 11 - \| \| \| 2 \| \| Australia \| Australia \| 36 \| \| 2 \| (1) Jason Crump (2) Chris Holder (3) Darcy Ward (4) Davey Watt (5) - \| (3,3,2,2,0) (3,2,3,1,6!,1) (2,2,2,1,-) (1,1,0,1,0) - \| 10 16 7 3 - \| \| \| 3 \| \| Rosja \| Rosja \| 30 \| \| 3 \| (1) Emil Sajfutdinow (2) Grigorij Łaguta (3) Artiom Łaguta (4) Roman Poważny (5) - \| (1,1,3,3,6!,3) (2,1,d,2,d,3) (0,0,1,2,2) (0,u,-,0,-) - \| 17 8 5 0 - \| \| \| 4 \| \| Szwecja \| Szwecja \| 24 \| \| 4 \| (1) Andreas Jonsson (2) Fredrik Lindgren (3) Peter Ljung (4) Thomas Jonasson (5) - \| (3,6!,0,0,2) (1,1,2,3,2,0) (0,0,0,-,1) (0,0,3,0,w) - \| 11 9 1 3 - \| \| | Bieg po biegu: 1. Holder, Iversen, Sajfutdinow, Jonasson 2. Pedersen, G. Łaguta, Watt, Ljung 3. Crump, M. J. Jensen, Lindgren, Poważny 4. Jonsson, Ward, M. B. Jensen, A. Łaguta 5. Crump, M. B. Jensen, G. Łaguta, Jonasson 6. M. J. Jensen, Ward, Sajfutdinow, Ljung 7. Pedersen, Holder, Lindgren, A. Łaguta 8. Jonsson (J), Iversen, Watt, Poważny (u/4) 9. Jonasson, Ward, Pedersen, G. Łaguta (d/3) 10. Iversen, Crump, A. Łaguta, Ljung 11. Sajfutdinow, Lindgren, M. B. Jensen, Watt 12. Holder, G. Łaguta, M. J. Jensen, Jonsson 13. Lindgren, M. B. Jensen, Holder, Poważny 14. M. J. Jensen, A. Łaguta, Watt, Jonasson 15. Iversen, Lindgren, Ward, G. Łaguta (d) 16. Sajfutdinow, Crump, Pedersen, Jonsson 17. Sajfutdinow (J), M. B. Jensen, Ljung, Watt 18. Holder (J), A. Łaguta, Pedersen, Jonasson (u/w) 19. G. Łaguta, M. J. Jensen, Holder, Lindgren 20. Sajfutdinow, Jonsson, Iversen, Crump |                                                        |             |        |
| Msc | | Drużyna / Zawodnik                                     | Biegi       | Punkty |
| 1 | | Dania                                                  | Dania       | 39     |
| 1 | (1) Niels Kristian Iversen (2) Mikkel Bech Jensen (3) Nicki Pedersen (4) Michael Jepsen Jensen (5) - | (2,2,3,3,1) (1,2,1,2,2) (3,3,1,1,1) (2,3,1,3,2) -      | 11 8 9 11 - |        |
| 2 | | Australia                                              | Australia   | 36     |
| 2 | (1) Jason Crump (2) Chris Holder (3) Darcy Ward (4) Davey Watt (5) - | (3,3,2,2,0) (3,2,3,1,6!,1) (2,2,2,1,-) (1,1,0,1,0) -   | 10 16 7 3 - |        |
| 3 | | Rosja                                                  | Rosja       | 30     |
| 3 | (1) Emil Sajfutdinow (2) Grigorij Łaguta (3) Artiom Łaguta (4) Roman Poważny (5) - | (1,1,3,3,6!,3) (2,1,d,2,d,3) (0,0,1,2,2) (0,u,-,0,-) - | 17 8 5 0 -  |        |
| 4 | | Szwecja                                                | Szwecja     | 24     |
| 4 | (1) Andreas Jonsson (2) Fredrik Lindgren (3) Peter Ljung (4) Thomas Jonasson (5) - | (3,6!,0,0,2) (1,1,2,3,2,0) (0,0,0,-,1) (0,0,3,0,w) -   | 11 9 1 3 -  |        |

## Kolejność końcowa
| Miejsce | Reprezentacja     |
| 1       | Dania             |
| 2       | Australia         |
| 3       | Rosja             |
| 4       | Szwecja           |
| ------- | ----------------- |
|         |                   |
| 5       | Polska            |
| 6       | Wielka Brytania   |
| 7       | Czechy            |
|         |                   |
| 8       | Stany Zjednoczone |
| 9       | Niemcy            |
|         |                   |
| 10      | Słowenia          |
| 11      | Łotwa             |
| 12      | Finlandia         |
| 13      | Ukraina           |
| 14      | Włochy            |
| 15      | Francja           |